# Helmut Lortz
Helmut Lortz (* 25. April 1920 in Darmstadt; † 4. Januar 2007 in Darmstadt)  war ein deutscher Grafiker, Zeichner und Hochschullehrer.

## Leben und Werk
Von 1935 bis 1938 machte er zunächst eine Lehre an der Fachschule für Elfenbein- und Holzschnitzerei in Erbach. Bis zur Gesellenprüfung 1938 gewann er zweimal den deutschlandweit ausgelobten Reichsberufswettkampf. Daraufhin erhielt er ein Stipendium für ein Studium der Bildhauerei an den Vereinigten Staatsschulen für Freie und Angewandte Kunst in Berlin, die 1939 in Staatliche Hochschule für bildende Künste umbenannt werden. Das Studium beendete er 1940 mit dem Abschluss Meisterschüler wegen seiner Einberufung zum Kriegsdienst im Zweiten Weltkrieg.
1948 wurde er Mitglied der Neuen Darmstädter Sezession. Von 1952 bis 1959 leitete Lortz als Dozent an der Werkkunstschule Darmstadt die Klasse für Gebrauchsgrafik. 1954 wurde Lortz als erster Deutscher in die Alliance Graphique International aufgenommen. 1958 war er Gründungsmitglied der Gruppe novum (Gesellschaft für neue Grafik mbH), zu der Grafikdesigner wie Karl Oskar Blase, Hans Hillmann, Wolfgang Schmidt, Dorothea Fischer-Nosbisch und Günther Kieser gehörten und für die er das Signet gestaltete. 1959 erhielt er den Ruf als Professor an die Hochschule für Bildende Künste Berlin und lehrte dort bis 1986. Er leitete die Klasse für Experimentelle Grafik.
Helmut Lortz gestaltete Buchreihen, Plakate, Signets, Kalender, Briefmarken und illustrierte Bücher. Das weltweit bekannte Zeichen der Internationalen Funkausstellung Berlin wurde von ihm entworfen. Seine spielerisch-analytischen Skizzen und Zeichnungen wurden in zahlreichen Büchern veröffentlicht. Sein Nachlass befindet sich im Kunst Archiv Darmstadt.

## Auszeichnungen
- Kunstpreis der Stadt Darmstadt (1955)
- Johann-Heinrich-Merck-Ehrung der Stadt Darmstadt (1970)

## Veröffentlichungen
- 36 Fotos aus den USA. Roetherdruck, Darmstadt 1967
- 36 Fotos aus dem Fernen Osten. Roetherdruck, Darmstadt 1968
- 36 Fotos aus der UdSSR. Roetherdruck, Darmstadt 1972
- Lortz Reihen. 1958–1972. Eduard Roether Verlag, Darmstadt 1972
- Erotische Fröhlichkeiten. 22 Tafeln und ein Text von Hans-Jürgen Imiela, Eduard Roether Verlag, Darmstadt 1972
- Lortz Reihen 2. 1972–1973, Bildprotokolle. Eduard Roether Verlag, Darmstadt 1973
- Lortz Reihen 3. 1973–1974. Eduard Roether Verlag, Darmstadt 1974
- Bildprotokolle. Abakonverlag Berlin 1975, ISBN 3-924206-04-X
- Erinnerte Ansichten. Darmstädter Kunstedition Merck 8, Darmstadt 1983
- Mittendrin und nebenbei. Eduard Roether Verlag, Darmstadt 1990, ISBN 3-7929-0177-3
- Fingerübungen. Justus Liebig Verlag, Darmstadt 1995, ISBN 3-87390-111-0
- Gezeichnetes. Justus Liebig Verlag, Darmstadt 1997, ISBN 3-87390-122-6
- Skizzen zu Darmstadt Justus Liebig Verlag, Darmstadt 1998, ISBN 3-87390-133-1
- Bilder in Mirabel / Fotos im Atelier. Justus Liebig Verlag, Darmstadt 1999, ISBN 3-87390-138-2
- Leben = Warten. Justus Liebig Verlag, Darmstadt 2000, ISBN 3-87390-146-3
- Arheilgen – Berlin und zurück, ein bebilderter Lebenslauf. Justus Liebig Verlag, Darmstadt 2001, ISBN 3-87390-155-2
- Nichtigkeiten Justus Liebig Verlag, Darmstadt 2001, ISBN 3-87390-154-4
- Unterwegs mit Freunden Justus Liebig Verlag, Darmstadt 2001, ISBN 3-87390-162-5
- Arheilgen – 50 Zeichnungen. Justus Liebig Verlag, Darmstadt 2003, ISBN 3-87390-155-2
- 50 Frauen Zeichnungen. Justus Liebig Verlag, Darmstadt 2003, ISBN 3-87390-170-6
- Bildnotizen 1950 – 2002. Justus Liebig Verlag, Darmstadt 2004, ISBN 3-87390-187-0